# Оскири
Оскири (итал. Oschiri) — коммуна в Италии, располагается в регионе Сардиния, подчиняется административному центру Сассари.
Население составляет 3 162  человек (30-6-2019), плотность населения составляет 14,67 чел./км². Занимает площадь 215,61 км². Почтовый индекс — 7027. Телефонный код — 079.
Покровителями коммуны почитаются святой Димитрий Солунский и святая Лукия Сиракузская, празднование с 9 по 11 сентября.